# Katrin Trautwein

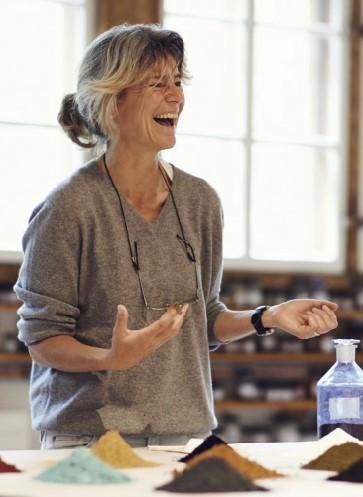
Katrin Trautwein 2013 in ihrer Farbmanufaktur in Uster (CH).

Katrin Trautwein-Fritz (* 1962 in Stuttgart) ist eine Schweizer Farbforscherin und Unternehmerin. Die promovierte Chemikerin erforscht Farben und ihre Wirkung im Zusammenhang mit Licht und Raumwahrnehmung und produziert aus seltenen und natürlichen Pigmenten in der von ihr 1997 gegründeten Farbmanufaktur kt.COLOR in Uster (CH) Farben für die Architektur. Sie lebt und arbeitet in Uster (CH) und Tübingen (D).

## Werdegang
Geboren in Stuttgart und aufgewachsen in den Vereinigten Staaten studierte Katrin Trautwein an der Johns Hopkins University und Konstanz Chemie. Sie promovierte 1991 an der ETH Zürich in der Evolutionsforschung bei Steven A. Benner mit dem Abschluss Dr. sc. nat.
Bereits Ende der 90er Jahre begann sie mit der Erforschung der Farben des Architekten Le Corbusier. Auf ihren Forschungsarbeiten aufbauend, entwickelte sie in der 1997 von ihr gegründeten Schweizer Farbmanufaktur kt.COLOR moderne Rezepte für 81 Farben, die Le Corbusier zur Differenzierung seiner Baukunst eingesetzt hatte. Diese Farben wurden dadurch erstmals wieder der Architektur zugänglich gemacht und haben die „Faszination für die Wirkung natürlicher Pigmente entfacht.“ Ihr Unternehmen kt.COLOR AG hat Expertise im Bereich der Herstellung hochwertiger Fassaden-, Wand- und Möbelfarben und -lacke unter Verwendung von seltenen und natürlichen Pigmenten.
Katrin Trautwein gibt ihr Wissen im Rahmen einer umfangreichen Lehr- und Beratungstätigkeit zu den Themen Farbe, Licht und Raum, Farbrestauration und Farbgestaltung an Hochschulen, bei Architekten, Denkmalpflegern und Bauherren sowie in zahlreichen Veröffentlichungen weiter. Sie erforscht historische Farbzusammensetzungen und Farbkonzepte wie zum Beispiel in der Villa La Roche von Le Corbusier, im Haus am Meer E.1027 von Eileen Gray oder im Wohnhaus „Obere Schiedhalde“ von Lux Guyer und entwickelt daraus neue Farbrezepturen. Darüber hinaus kreiert sie eigene Farbkollektionen und berät Fachleute aus Architektur, Denkmalpflege und Handwerk sowie Privatpersonen beim Einsatz moderner, nachhaltiger Anstriche auf Basis von natürlichen und mineralischen Pigmenten.
2014 wurde sie für ihre Arbeit mit dem Label des Deutschen Werkbunds ausgezeichnet.
2017 erschien ihr Buch 225 Farben. Eine Auswahl für Maler und Denkmalpfleger, Architekten und Gestalter in zweiter Auflage. 2023 lancierte Katrin Trautwein die Weiterbildungsplattform Masterclass Farbe, Licht und Raum® für Fachleute in Architektur und Design.

## Veröffentlichungen (Auswahl)

### Bücher
- 128 Farben. Ein Musterbuch für Architekten, Denkmalpfleger und Gestalter. Birkhäuser Verlag, Basel 2010, ISBN 978-3-0346-0315-7.
- 225 Farben Eine Auswahl für Maler und Denkmalpfleger, Architekten und Gestalter. Birkhäuser Verlag, Basel 2017, ISBN 978-3-0356-1202-8.
- Weiss: 25 Variationen. Eigenverlag kt.COLOR AG, Uster 2019
- Schwarz – Black. Lars Müller Publishers, Zürich 2014, ISBN 978-3-03778-382-5.
- Die drei Leben des Saffa-Hauses. Lux Guyers Musterhaus von 1928. gta Verlag, ETH Zürich 2006, ISBN 3-85676-198-5.

### Beiträge
- W. Seiferlein, R. Kötter, K. Trautwein: Farbe in Theorie und Praxis. In: W. Seiferlein, C. Kohlert (Hrsg.): Die vernetzten gesundheitsrelevanten Faktoren für Bürogebäude. Springer Vieweg, Wiesbaden 2018, ISBN 978-3-658-20852-3.
- G. Jean, K. Trautwein: La conservazione delle policromie nell’architettura del XX secolo Conservation of colour in 20th Century architecture. 2013, ISBN 978-88-404-4225-9.
- Uwe Schröder, Thomas Schmitz, Franziska Kramer, Anja Neuefeind (Hrsg.): Orte der Farbe. Zur chromatischen Stimmung von Räumen der Architektur. Verlag der Buchhandlung Walther König, Köln 2019, ISBN 978-3-96098-524-2 mit Beiträgen von Detlef Beer, Peter Bialobrzeski, Elger Esser, Markus Grob, Léon Krier, Johannes Kühl, Alexander Markschies, Wolfgang Meisenheimer, Michael Mönninger, Rolf Sachsse, Matthias Sauerbruch, Manfred Speidel und Katrin Trautwein